# Warum nicht!
Warum nicht ist eine Filmkomödie der Schauspielerin und Regisseurin Coline Serreau um eine Dreiecksbeziehung, der am 21. Dezember 1977 in die französischen Kinos kam (in Deutschland am 22. September 1978). Es ist der erste Spielfilm von Coline Serreau. Er war sowohl in Deutschland als auch in Frankreich ein Erfolg und ist noch heute ein Kultfilm, weil er wie kein zweiter in seiner Zeit unkompliziert und vorurteilsfrei die Liebe zwischen Menschen thematisiert, namentlich die Ménage à trois zweier Männer und einer Frau und die homosexuelle Liebe der beiden Männer.

## Handlung und Bedeutung
Alexa, Fernand und Louis leben gemeinsam in einem Haus in einem Pariser Vorort. Während Alexa das Geld verdient, kümmert sich Fernand um das Haus, und Louis komponiert und arbeitet als Jazzmusiker. Alexa liebt Fernand und Louis, Fernand liebt Alexa und Louis, und Louis liebt Alexa und Fernand. Alexa und Fernand waren miteinander verheiratet, und so spielt ihre Geschichte ebenso eine Rolle wie die der Eltern von Louis und dessen Geschichte.
Indem Serreaus Film in einer tragikomischen, doch realistischen Darstellungsweise von einer Dreiecksgeschichte zweier Männer und einer Frau in einer Wohngemeinschaft am Rande von Paris erzählte, war er ein frühes Beispiel eines Films, in dem homo- und bisexuelle Beziehungen nicht als abseitig und schrill charakterisiert werden. Durch die Konstellation des Dreiecks sowie einen der Hauptdarsteller, Sami Frey, enthält Warum nicht! eine Reminiszenz an Claude Sautets Meisterwerk César und Rosalie von 1972, in dem Frey an der Seite von Romy Schneider (Rosalie) und Yves Montand (César) in Erscheinung trat. In diesem Film konkurrierten die Männer noch um die schöne Frau, doch nachdem Rosalie – nacheinander – mit beiden zusammengelebt hatte, befreite sie sich von ihnen, um ein unabhängiges Leben zu führen, und César und David (Frey) lebten fortan zusammen in einem Haus in einem Vorort von Paris – gleichwohl ohne homosexuell zu sein. Beide Filme, die ganz dem freien Geist der 1970er Jahre verpflichtet waren, standen in der Tradition einer noch berühmteren, älteren Dreiecksgeschichte des französischen Kinos, Jules und Jim von Regisseur François Truffaut (1962), die jedoch noch tragisch endete.

## Sonstiges
Der Film erhielt 1977 den „Prix Georges Sadoul“, 1978 die Silbermedaille beim Filmfestival in Chicago und die „Goldene Ähre“ beim Internationalen Filmfestival in Valladolid.

## Kritik
„Eine intelligente, humorvolle und witzige Komödie, die in der Tendenz zwar offen bleibt, die aber alle Werte des gesellschaftlichen Zusammenlebens und der überlieferten Moral in Frage stellt.“